# Landkreis Greifswald

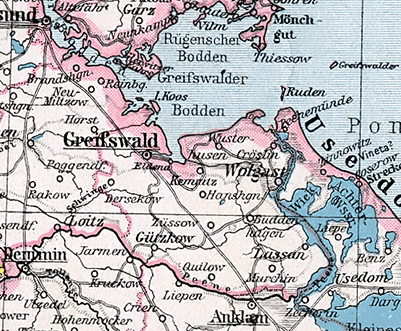
Das Kreisgebiet 1905

Der Landkreis Greifswald war ein Landkreis, der in Schwedisch-Vorpommern, der preußischen Provinz Pommern, der SBZ und der DDR von 1806 bis 1952 bestand. Sein Gebiet liegt heute im Landkreis Vorpommern-Greifswald in Mecklenburg-Vorpommern.

## Verwaltungsgeschichte

### Vorgeschichte
Zum Ende des 15. Jahrhunderts endete auch die Geschichte der Burgbezirke. Es wurden die herzoglichen Vogteien gebildet, oft wurden nach der Reformation die Klostergebäude als Amtssitze genutzt. Sie bestanden bis 1648 und wurden abgelöst durch die schwedischen Ämter. Für den bezeichneten Bereich war das Amt Wolgast mit einem Amtshauptmann zuständig. 1806 führten die Schweden eine Gebietsreform durch.
Schwedisch-Pommern wurde in die vier Ämter (schwedisch: Härade) Bergen, Franzburg, Greifswald und Grimmen eingeteilt. Amtssitz wurde die Stadt Greifswald. Wegen der französischen Invasion (1807–1813) war diese Reform kaum wahrgenommen worden.

### Königreich Preußen
Nach dem Wiener Kongress kam Schwedisch-Pommern an das Königreich Preußen und wurde dort zum Regierungsbezirk Stralsund der Provinz Pommern. Aus den 1806 gebildeten schwedischen Ämtern wurden preußische Landkreise, darunter aus dem Amt Greifswald der Kreis Greifswald. Dieser umfasste meist ländliche Gebiete um die Stadt Greifswald. Das Landratsamt (Kreishaus) befand sich zuerst in der Steinbecker Straße in Greifswald.

### Norddeutscher Bund/Deutsches Reich

Wappen Landkreis Greifswald

Seit dem 1. Juli 1867 gehörte der Kreis zum Norddeutschen Bund und seit dem 1. Januar 1871 zum Deutschen Reich. Schrittweise wurde danach die Ständeeinteilung der Land- und Kreistage dezimiert und dann abgeschafft. Noch vor 1900 wurde die allgemeine Wahl zu den Kreistagen eingeführt.

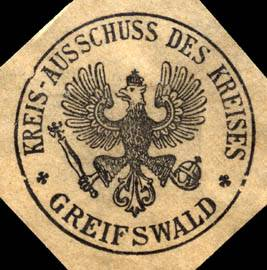
Siegelmarke Kreis-Ausschuss des Kreises Greifswald

Der Kreis umfasste 1871 die vier Städte Greifswald, Gützkow, Lassan und Wolgast sowie 32 Landgemeinden und 149 Gutsbezirke.
Seit ca. 1880 befand sich das Landratsamt (Kreishaus) in der Bahnhofstraße 46/47 (späteres Kunstinstitut) und seit 1912 am Markt 10 und Markt 11.
Am 1. April 1913 schied die Stadt Greifswald aus dem Kreis aus und bildete fortan einen eigenen Stadtkreis. Damit erhielt der bisherige Kreis Greifswald die Bezeichnung Landkreis Greifswald. Zum 30. September 1928 fand im Kreis Greifswald wie im übrigen Freistaat Preußen eine Gebietsreform statt, bei der alle Gutsbezirke aufgelöst und benachbarten Landgemeinden zugeteilt wurden. Zum 1. Oktober 1932 wurde der Regierungsbezirk Stralsund aufgelöst. Der Kreis Greifswald gehörte nun zum Regierungsbezirk Stettin.
Zwischen 1935 und 1939 wurden die Gemeinden des Landkreises – außer den drei Städten und den Inselgemeinden – zu den elf Großgemeinden Hanshagen, Katzow, Kröslin, Kuntzow, Landhagen, Lentschow, Quilow, Rubkow, Weitenhagen, Wusterhusen und Züssow zusammengeschlossen. Diese Großgemeinden umfassten ungefähr die Gebiete der damaligen Amtsbezirke. Die Gemeinden Eldena und Wieck schieden am 1. April 1939 aus dem Landkreis aus und wurden in den Stadtkreis Greifswald eingegliedert. Ab 30. April 1945 wurde das Kreisgebiet durch die Rote Armee besetzt.

### Sowjetische Besatzungszone / Deutsche Demokratische Republik
Seit 1945 gehörte der Landkreis Greifswald zum vergrößerten Land Mecklenburg-Vorpommern (Namensteil Vorpommern 1947 auf Befehl der Sowjetarmee gestrichen), ab 1947 Land Mecklenburg. Die in den 1930er Jahren gebildeten Großgemeinden wurden zum 1. August 1946 wieder aufgelöst und der Landkreis wurde neben den drei Städten Gützkow, Lassan und Wolgast wieder in traditionelle Gemeinden gegliedert. Die Verwaltungen einschließlich der Bürgermeister wurden von der sowjetischen Besatzungsmacht eingesetzt. 1946 gab es die ersten und in der SBZ bzw. DDR einzigen demokratischen und freien Wahlen.
Zu einer ersten Änderung der Kreisgrenzen kam es am 1. Juli 1950. Neu zum Landkreis kamen die Stadt Greifswald sowie die Gemeinde Mesekenhagen aus dem Landkreis Grimmen. Die Stadt Lassan sowie die Gemeinden Buggenhagen, Groß Polzin, Klein Bünzow, Klotzow, Murchin, Pamitz, Pinnow, Pulow, Rubkow, Salchow, Wahlendow, Wehrland und Ziethen wechselten aus dem Landkreis Greifswald in den Landkreis Anklam.
In der DDR fand am 25. Juli 1952 eine große Verwaltungsreform statt, bei der die fünf Länder aufgelöst und durch 14 Bezirke sowie die meisten Landkreise durch kleinere Kreise ersetzt wurden. Dabei wurde auch der alte Landkreis Greifswald aufgelöst:
- Die Gemeinden Groß Jasedow, Pätschow, Quilow und Schmatzin kamen zum Kreis Anklam.
- Der östliche, am Westufer des Peenestromes gelegene Teil des Landkreises mit der Stadt Wolgast sowie den Gemeinden Buddenhagen, Freest, Groß Ernsthof, Hohendorf, Hohensee, Hollendorf, Kröslin, Lubmin, Nonnendorf, Pritzwald, Rubenow, Spandowerhagen, Voddow, Wusterhusen und Zemitz bildete zusammen mit dem aufgelösten Landkreis Usedom und einem Teil des Landkreises Anklam den neuen Kreis Wolgast.
- Das restliche Gebiet des Landkreises bildete den Kreis Greifswald.
- Die Kreise Greifswald und Wolgast wurden dem neuen Bezirk Rostock zugeordnet, während der Kreis Anklam zum Bezirk Neubrandenburg kam.

Die zum Landtag 1946 gewählten Abgeordneten gingen ohne Neuwahlen in die neuen Bezirke über. Die Verwaltungsebenen in der SBZ und DDR waren die Räte, d. h. Rat des Bezirkes, Rat des Kreises und Rat der Stadt. Der Rat des Kreises Greifswald, ab 1990 Landratsamt befand sich bis 12. Juni 1994 in der Kaserne am Nexö-Platz.

## Einwohnerentwicklung
| Jahr | Einwohner | Quelle |
| ---- | --------- | ------ |
| 1816 | 29.485    | [ 7 ]  |
| 1846 | 47.468    | [ 8 ]  |
| 1871 | 54.274    | [ 3 ]  |
| 1890 | 59.868    | [ 5 ]  |
| 1900 | 61.840    | [ 5 ]  |
| 1910 | 63.858    | [ 5 ]  |
|      |           |        |
| 1925 | 41.012    | [ 5 ]  |
| 1933 | 40.605    | [ 5 ]  |
| 1939 | 39.041    | [ 5 ]  |
| 1946 | 69.692    | [ 9 ]  |

## Kommunalverfassung bis 1945
Der Landkreis Greifswald gliederte sich in Städte, in Landgemeinden und – bis zu deren Auflösung im Jahre 1928 – in Gutsbezirke. Mit Einführung des preußischen Gemeindeverfassungsgesetzes vom 15. Dezember 1933 gab es ab dem 1. Januar 1934 eine einheitliche Kommunalverfassung für alle preußischen Gemeinden. Mit Einführung der Deutschen Gemeindeordnung vom 30. Januar 1935 wurde zum 1. April 1935 das Führerprinzip auf Gemeindeebene durchgesetzt. Eine neue Kreisverfassung wurde nicht mehr geschaffen; es galt weiterhin die Kreisordnung für die Provinzen Ost- und Westpreußen, Brandenburg, Pommern, Schlesien und Sachsen vom 19. März 1881.

## Landräte
| von  | bis  | Landrat                                                                |
| ---- | ---- | ---------------------------------------------------------------------- |
| 1818 |      | Fischer                                                                |
| 1820 | 1838 | L. C. Liedin                                                           |
| 1841 |      | von Mühlenfels                                                         |
| 1843 |      | Rudolph, inter.                                                        |
| 1844 | 1865 | Leopold von Seeckt (1795–1870)                                         |
| 1868 | 1880 | Magnus von Wedel                                                       |
| 1881 | 1895 | Carl von Behr (1835–1906)                                              |
| 1895 | 1918 | Carl von Behr (1865–1933)                                              |
| 1919 | 1920 | Karl Knoll (* 1871)                                                    |
| 1920 | 1931 | Werner Kogge (1887–1973), (initiierte die Pommerschen Fischerteppiche) |
| 1932 | 1933 | Wilhelm Becker                                                         |
| 1934 | 1936 | Kurt Ebhardt (* 1890)                                                  |
| 1936 | 1942 | Walther von Corswant (1886–1942)                                       |
| 1944 | 1945 | Wilderich von Merveldt                                                 |

## Städte und Gemeinden

### Stand 1950
Nach der Auflösung der in den 1930er Jahren gebildeten Großgemeinden umfasste der Kreis vor der ersten Gebietsreform in der DDR 1950 die folgenden Städte und Gemeinden:
| - Adlig Boltenhagen - Alt Negentin - Alt Pansow - Bandelin - Behrenhoff - Bömitz - Breechen - Brünzow - Buddenhagen - Buggenhagen - Dambeck - Dargelin - Daugzin - Dersekow - Diedrichshagen - Freest - Friedrichshagen - Greifswald - Gribow - Groß Bünzow - Groß Ernsthof - Groß Jasedow - Groß Kiesow - Groß Petershagen - Groß Polzin | - Grubenhagen - Groß Schönwalde - Gustebin - Gützkow, Stadt - Hanshagen - Hinrichshagen - Hohendorf - Hohensee - Hollendorf - Kammin - Karlsburg - Katzow - Kemnitz - Klein Bünzow - Klein Zastrow - Klotzow - Kölzin - Krebsow - Krenzow - Kröslin - Kühlenhagen - Kuntzow - Lassan, Stadt - Leist - Lentschow | - Levenhagen - Lodmannshagen - Loissin - Lubmin - Ludwigsburg - Lühmannsdorf - Lüssow - Menzlin - Mesekenhagen - Murchin - Müssow - Nepzin - Netzeband - Neuenkirchen - Nonnendorf - Owstin - Pamitz - Pätschow - Pinnow (bei Anklam) - Pritzier - Pritzwald - Pulow - Quilow - Radlow - Ranzin | - Rubenow - Rubkow - Salchow - Sanz - Schlagtow - Schlatkow - Schmatzin - Spandowerhagen - Steinfurth - Upatel - Vierow - Voddow - Wackerow - Wahlendow - Wehrland - Weitenhagen - Wolgast, Stadt - Wrangelsburg - Wusterhusen - Zarnekow - Zemitz - Ziethen - Züssow |

### Vor 1950 aufgelöste oder ausgeschiedene Gemeinden
- Bünzow, am 1. April 1938 zur Großgemeinde Rubkow
- Eldena, am 1. April 1939 zu Greifswald
- Gladrow, am 1. Dezember 1935 zur Großgemeinde Züssow
- Jarmshagen, am 1. April 1938 zur Großgemeinde Landhagen
- Karrin-Mittelhof, vor 1935 zu Groß Ernsthof
- Kiesow, am 1. Dezember 1935 zur Großgemeinde Züssow
- Klein Ernsthof, vor 1935 zur Großgemeinde Brünzow
- Konerow, am 1. Oktober 1937 zur Großgemeinde Wusterhausen
- Latzow, am 1. Oktober 1937 zur Großgemeinde Kröslin
- Neu Ungnade, vor 1935 zu Hinrichshagen
- Oie, nach 1939 zu Kröslin
- Pansow, am 1. April 1938 zur Großgemeinde Landhagen
- Ruden, nach 1939 zu Kröslin
- Spiegelsdorf, vor 1935 zu Adlig Boltenhagen
- Steffenshagen, am 1. April 1938 zur Großgemeinde Landhagen
- Wieck, am 1. April 1939 zu Greifswald
- Zarnitz, vor 1935 zu Hohendorf